# Gentil Puig i Moreno
Gentil Puig i Moreno (El Pont de Vilomara i Rocafort, Bages, 1 de juny del 1934) és un sociolingüista i investigador català, autor de diverses obres pedagògiques i articles sobre la situació de la llengua catalana en general i l'ús del català a la Catalunya del Nord en particular.
El 1980 doctorar en filologia romànica a Montpeller sota la direcció conjunta del lingüista Antoni Badia i Margarit i de l'escriptor, lingüista i dirigent del moviment occità Robèrt Lafont. Va ensenyar a la Facultat de Ciències de l'Educació de la Universitat Autònoma de Barcelona (UAB) de 1971 a 1999 abans de ser catedràtic invitat del Departament d'Estudis Catalans a la Universitat de Perpinyà. Des del 2000 és professor honorari de les Universitats de Perpinyà i Autònoma de Barcelona. D'ençà el 1979 va participar activament al Grup de Sociolingüística Catalana (GCS), societat filial de l'IEC.
Gentil Puig és l'autor de diversos manuals per a l'aprenentatge del català com Encara i Sempre dirigit als adults i la sèrie Benvinguts per a l'alumnat de les escoles primàries de la Catalunya del Nord.

## Publicacions
La seva obra, molt diversa, inclou més de cent articles científics, i uns trenta llibres, entre els quals:
Llibres de divulgació
- Figurines i franelˑlògraf, 1975
- Les Jeunes Aujourd'hui, 1978
- Recerca i Educació Interculturals, 1992
- Actituds Prexenòfobes dels Adolescents, 2001
- Entre la France et l'Espagne: la Catalogne, 2012
- Enquestes sociolingüístiques a la Catalunya del Nord, 2007
- La Farga Catalana al Vallespir, 2011
- El passat ens empaita, 2012

Llibres d'aprenentatge
- J'écoute, puis je parle, 1971
- Sonimage 1, Méthode audiovisuelle de français, 1972
- Actuel (FLE 1), 1974
- Demain (FLE 2), 1976
- La nostra llengua, Ara 1, 2, 3, 4 i 5 1979 a 1981
- Sempre Endavant, 1982
- Horizon 1, 2, 3, 1983 a 1985
- Benvinguts, Nivells 1, 2 i 3, 2002 a 2004
- Encara i Sempre, 2005

Poesia
- Paraules viscudes. Recull de poemes, 2014